# Museu Casa Guignard
O Museu Casa Guignard (MCG) começou a ser formado em 1960, foi mas inaugurado oficialmente em 1986, em Ouro Preto, Minas Gerais. Seu acervo reúne obras de Alberto da Veiga Guignard, considerado um dos maiores pintores e desenhistas brasileiros do século XX.
O artista, nascido em Nova Friburgo, tinha paixão especial por Ouro Preto, cidade cenário de várias de suas obras. No acervo do museu, além das obras, é possível encontrar fotos e objetos pessoais de Guignard e trabalhos de Carlos Scliar e Amílcar de Castro dedicados ao artista.
Uma das mais significativas peças do acervo do Museu Casa Guignard é Retrato de Homem, produzido na última década de 1940.
Além da exposição do acervo, há também oficinas de arte e criação.

## Instalações
O Museu Casa Guignard encontra-se na Rua Conde Bobadela, na antiga propriedade da família Costa Sena, próximo da Praça Tiradentes.
No pátio dos fundos, há um chafariz em pedra sabão atribuído a Aleijadinho.
O sobrado pertence ao IEPHA desde 1974 e foi cedida em comodato à Secretaria de Estado de Cultura de Minas Gerais para ser sede do museu.